# Spurr Automobile Company
Spurr Automobile Company war ein von Charles W. Spurr Jr. und anderen gegründeter US-amerikanischer Hersteller von Automobilen.

## Unternehmensgeschichte
Charles W. Spurr Jr. stammte aus einer Familie aus East Orange in New Jersey, die Kleidung und Hüte herstellte. Er gründete im Sommer 1900 zusammen mit Cyrus O. Baker Jr. und Fred W. Baker das Unternehmen in New York City. Im Dezember 1900 begann die Produktion von Automobilen. Der Markenname lautete Spurr. 1901 endete die Produktion.

## Fahrzeuge
Die Fahrzeuge hatten einen Zweizylindermotor mit Wasserkühlung. Der Motor war unter dem Sitz montiert und trieb über ein Zweiganggetriebe die Hinterachse an. Der Aufbau war ein Dos-à-dos mit zwei Sitzbänken. Gelenkt wurde mit einem Lenkrad. Die Höchstgeschwindigkeit war mit 38 km/h angegeben.